# Pijlsweerd
Pijlsweerd is een subwijk in de wijk Utrecht-Noordwest in Utrecht, in de Nederlandse provincie Utrecht. Ze bestaat uit de buurten 1e Daalsebuurt, Pijlsweerd-Noord en Pijlsweerd-Zuid. Tot 1940 werd de naam als Pijlsweert gespeld.

## Beschrijving van het gebied
De buurt ligt tussen de spoorlijn Utrecht Centraal - Station Utrecht Overvecht, de Vecht, de Weerdsingel Westzijde en de Daalsetunnel. Pijlsweerd bestaat vooral uit kleine, vooroorlogse corporatiewoningen dicht bij oude herenhuizen. Langs de Vecht ligt een bedrijventerrein. Daar stond van 1926 tot 2009 de Batterijenfabriek Herberhold (De Witte Kat).

De buurt Pijlsweerd is gebouwd op het terrein waar ooit het klooster Bethlehem lag.
Pijlsweerd was van oudsher een gebied met veel hoveniers en kwekers. Straatnamen als Hoveniersstraat en Warmoesstraat herinneren daar nog aan.
In de twintigste eeuw kreeg Pijlsweerd stedelijke bebouwing. De hoveniers vertrokken. Sinds 1863 werd het gebied doorsneden door de spoorlijn Utrecht-Zwolle, waardoor er overwegen moesten worden aangelegd. Bij de verhoging van de spoorbaan in 1938 verdwenen de overwegen en waren de twee delen van Pijlsweerd van elkaar gescheiden.

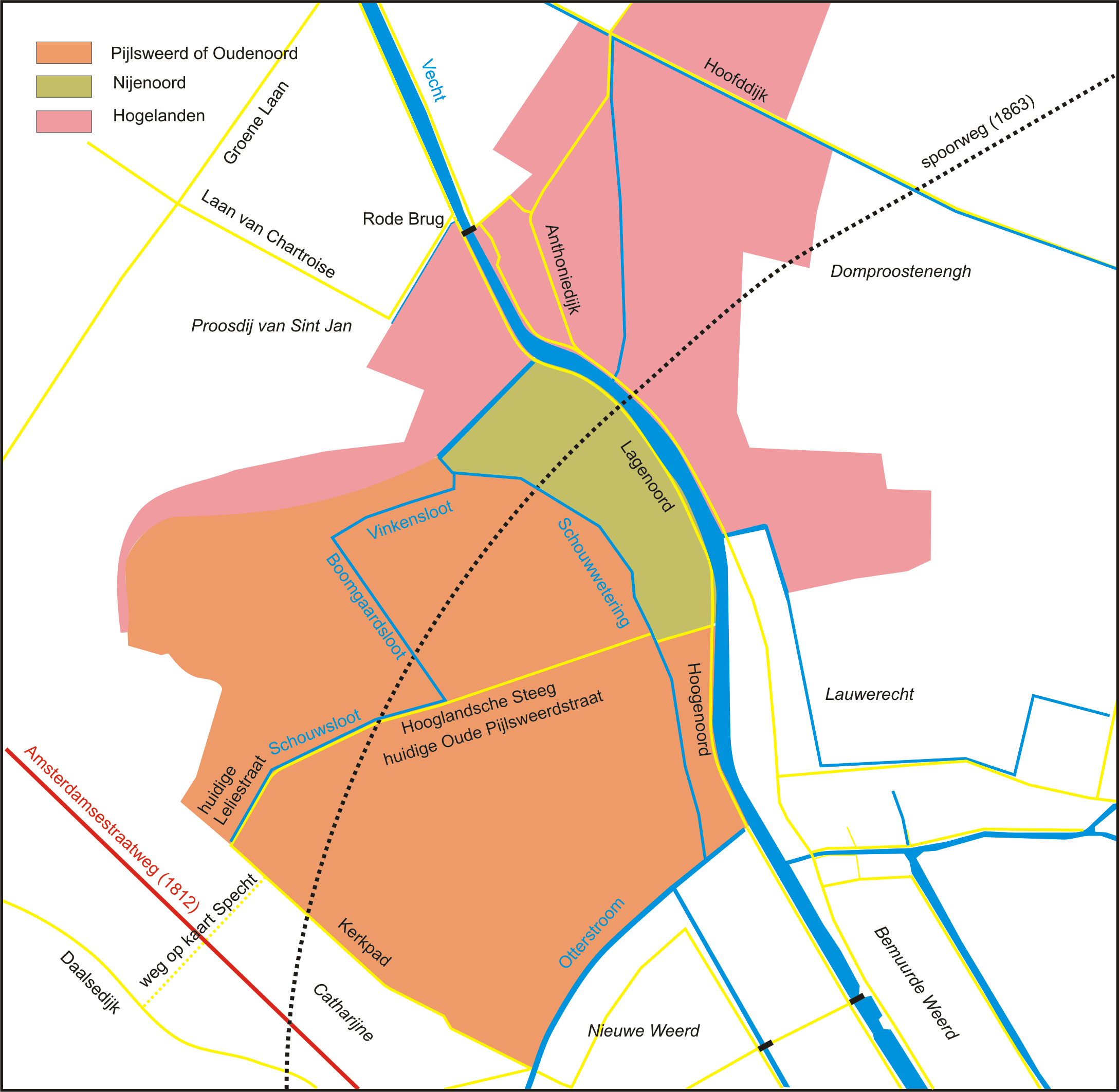
gerechten Pijlsweerd, Nijenoord en Hogelanden

## Heerlijkheid en gerecht
Het gerecht Pijlsweerd dat ook wel Oudenoord of Hogenoord werd genoemd behoorde tot de (buitengerecht in de stadsvrijheid) in het gebied tussen Hogenoord, Bemuurde Weerd en de Daalsedijk. Het was een leen van de proosdij van St. Jan.
In een beschrijving van 1758 wordt Joan van Bredenhof, nazaat van François van Bredehoff de eerste Van Bredehoff die heer van Pijlsweerd was, als eigenaar vermeld. De laatste ambachtsheren waren leden van de familie Engelen. De eerst bekende eigenaar, en naamgever van het gebied, was Johan Pyll, die naast heer van Pijlsweerd ook heer van Emmeklaar en Langenoord was.
Bij de vorming van de gemeente Lauwerecht op 1 januari 1818 werd Pijlsweerd bij deze gemeente gevoegd. Per 1 augustus 1823 werd de gemeente Lauwerecht en dus ook Pijlsweerd bij Utrecht gevoegd.
Na de afschaffing van de heerlijke rechten bestond er van 1811 tot 1900 een polderbestuur Pijlsweerd.

## Buitenplaatsen

### Huis Pijlsweerd
Het Huis Pijlsweerd stond waarschijnlijk in de zuidhoek van het huidige Noordse Park, bij de Oude Pijlsweerdstraat.
Over deze buitenplaats is weinig bekend.

### Zijdebalen
Tussen 1681 en 1816 bevond zich aan de Vecht de buitenplaats en zijdespinnerij Zijdebalen, die internationale bekendheid genoot.

## Gedempte waterlopen

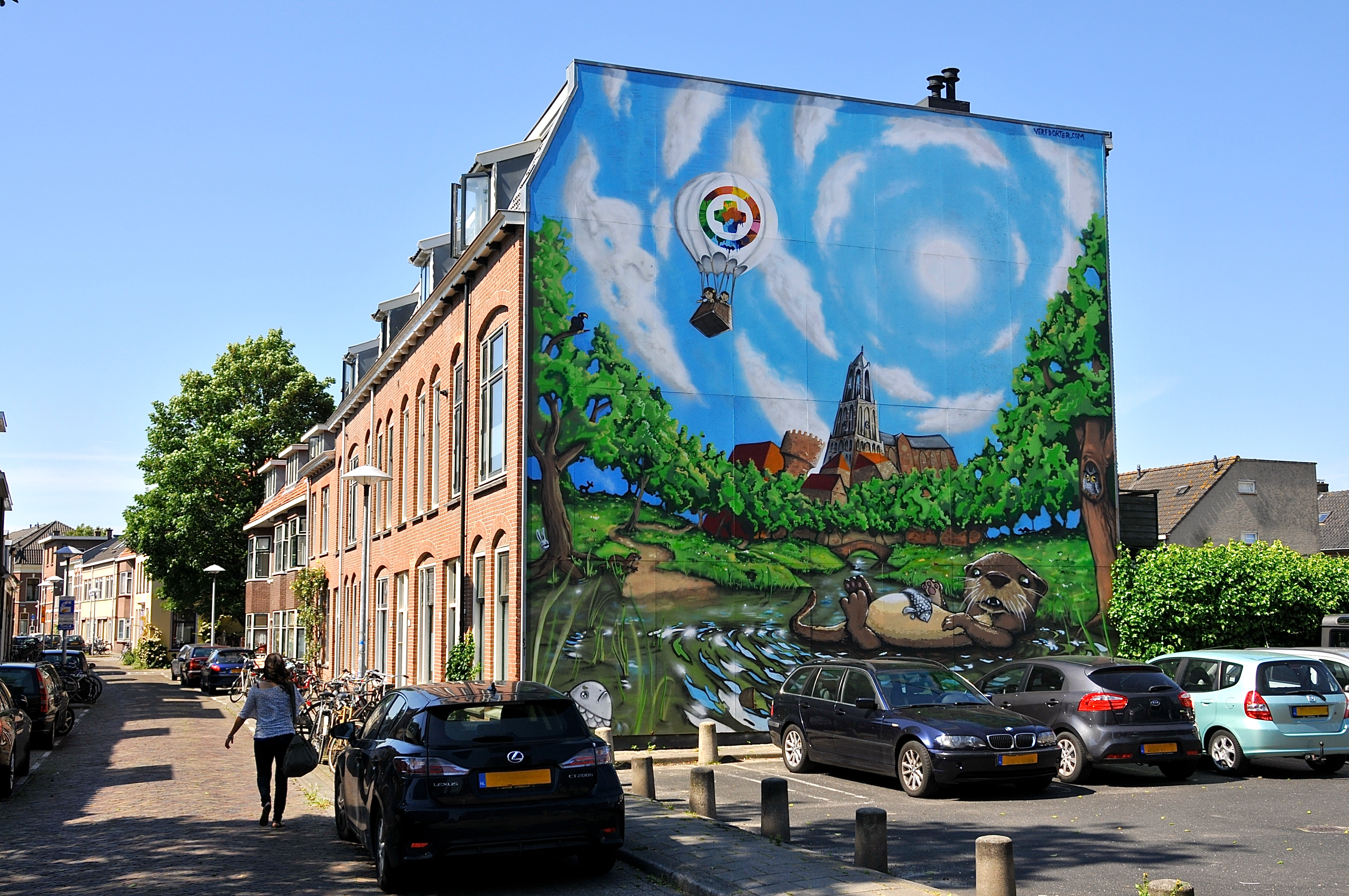
Muurschildering door Verfdokter aan de Oudenoord die herinnert aan de Otterstroom

- Otterstroom, gedempt in 1941
- Westerstroom, gedempt rond 1950
- Schouwwetering, gedempt rond 1950

## Ontwikkelingen 21ste eeuw
In 2003 is het laatste Particuliere Woningverbeteringproject in Pijlsweerd afgerond. Veel huizen en een deel van de openbare ruimte zijn opgeknapt. In de buurtaanpak Pijlsweerd wordt in sociale projecten gewerkt aan vergroting van de sociale samenhang en veiligheid van de buurt.

### Noordse Park
In 2008 werd een burgerinitiatief om het Noordse Park en omgeving, deel van Pijlsweerd, te verbeteren, ingediend. Hier trok de gemeenteraad van Utrecht 1,1 miljoen euro voor uit. In 2010 is de realisatie gestart.

### Zijdebalen
In het tweede decennium wordt het Zijdebalengebied opnieuw ingericht. Er zijn 500 woningen gepland en terugkeer van de Westerstroom.